# Olena Havrylova
Olena Anatoliïvna Havrylova (in ucraino Олена Анатоліївна Гаврилова?; Sebastopoli, 15 ottobre 1971) è un'ex cestista ucraina, fino al 1991 sovietica.

## Carriera
Con l'Ucraina ha disputato i Campionati europei del 1997.